# Sant Andreu del Terri
Sant Andreu del Terri és un poble del municipi de Cornellà del Terri (Pla de l'Estany), al sud-est del terme, a la dreta del riu Terri.
Al centre es troba l'església de Sant Andreu, d'origen romànic, amb absis i campanar gòtics. El temple fou edificat pels monjos de Santa Maria d'Amer entre els anys 840 i 860. En 1372 ja consta que era utilitzada com a parròquia. Va ser municipi independent fins al 1976.
L'antic terme comprenia els pobles de Ravós del Terri i de Santa Llogaia del Terri, a més del veïnat de Prades del Terri.